# Tiroteio em Laguna Woods em 2022
O tiroteio em Laguna Woods foi um tiroteio em massa em 15 de maio de 2022 na Igreja Presbiteriana de Genebra (Geneva Presbyterian Church) na cidade de Laguna Woods, Califórnia.Uma pessoas morreu, quatro ficaram gravemente feridas e uma teve ferimentos leves. Todas eram idosasO atirador, David Chou, foi preso e aguarda julgamento. Ele é cidadão chinês e sua ação teria sido motivada por tensões políticas envolvendo a China e Taiwan.O tiroteio aconteceu um dia após o massacre em Buffalo que levou à morte 10 pessoas.

## Contexto
Laguna Woods é uma pequena cidade, de cerca de 18 mil habitantes, sendo que 80% dos moradores são pessoas que têm pelo menos 60 anos. Está localizada a cerca de 80 quilômetros a sudeste de Los Angeles. Já a Igreja Presbiteriana de Genebra, localizada na El Toro Road (Rua El Toro) é majoritariamente frequentada por pessoas de ascendência taiwanesa e no momento do incidente, inclusive, realizava um almoço em homenagem a um ex-pastor da congregação que voltava de Taiwan.

## Tiroteio
Cerca de 40 pessoas estavam na Igreja Presbiteriana de Genebra (Geneva Presbyterian Church) no início da tarde (por volta das 14 horas em horário local) de 15 de maio de 2022, quando um homem começou a atirar dentro do templo. A polícia do Condado de Orange, que atendeu à ocorrência, reportou que recebeu um chamado por volta das 13h26, em horário local, mas quando as autoridades chegaram ao local, o atirador já tinha sido contido, tendo, inclusive, sido amarrado.
"O pastor atingiu o atirador com uma cadeira quando ele parou para recarregar sua arma", reporta o Los Angeles Times.
Os policiais chamaram o ato de conter o criminoso de "heroísmo". "Aquele grupo de fiéis mostrou o que acreditamos ser heroísmo e bravura excepcionais ao intervir para deter o suspeito. Eles, sem dúvida, evitaram ferimentos e mortes adicionais”, disse o subxerife Jeff Hallock, reporta a AP.
Segundo Orange County Sheriff’s Departmen, durante o almoço o criminoso trancou as portas do prédio com correntes e colocou supercola nos buracos das fechaduras. Os policiais também localizaram três bolsas dentro da igreja que continham munição adicional e dispositivos tipo coquetel Molotov.

## Vítimas
John Cheng, de 52, de Laguna Niguel, foi a vítima fatal, reportou o Orange County Sheriff’s Departmen um dia após o crime.
Quatro homens de 66, 92, 82 e 75 anos e uma mulher de 86 anos foram as vítimas que ficaram feridas.

## Suspeito e motivação
O atirador foi identificado como David Wenwei Chou, de 68 anos. De Las Vegas, ele havia ido até o local para assistir o culto, mas ninguém o teria reconhecido como parte da comunidade, relatou uma testemunha ao Los Angeles Times.
Investigações iniciais apontam para um crime de ódio motivado por tensões políticas envolvendo China e Taiwan. "Parece que este trágico incidente foi alimentado por ódio politicamente motivado, e isso é algo que não toleramos”, disse o xerife Don Barnes um dia após o crime.

## Reações
O governador Gavin Newsom disse no Twitter que "ninguém deve ter medo de ir ao seu local de culto. Nossos pensamentos estão com as vítimas, a comunidade e todos os afetados por este trágico evento".